# Getting Over It with Bennett Foddy
Getting Over It with Bennett Foddy (geralmente abreviado somente como Getting Over It) é um jogo eletrônico desenvolvido pelo criador do QWOP, Bennett Foddy e publicado pela Humble Indie Bundle. O jogo foi lançado em 6 de outubro de 2017 para Microsoft Windows e macOS, onde passou a ser jogado por mais de 2,7 milhões de jogadores. Uma versão da Steam do jogo foi lançada mais tarde por Foddy em 6 de dezembro de 2017. O jogo também foi lançado para a plataforma iOS no mesmo dia.

## Jogabilidade

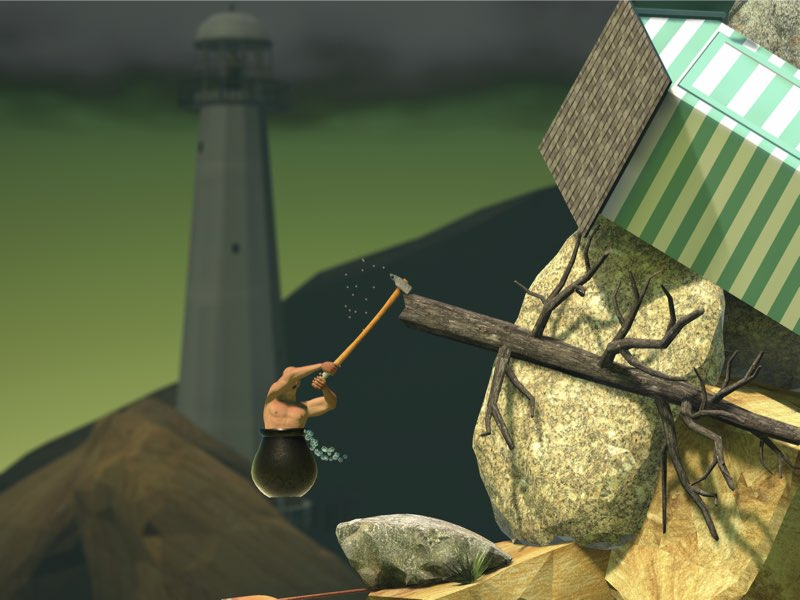
O personagem a qual o jogador controla, ascende a uma montanha usando apenas um martelo.

Getting Over It envolve um homem silencioso com o nome de Diógenes sentado em um caldeirão e empunhando um martelo Yosemite, que ele pode usar para segurar objetos e se mover. Usando mouse ou touchpad (os controladores são suportados, mas tornam o jogo mais difícil devido à falta de precisão nos joysticks), o jogador tenta mover até a parte superior do cenário acima do homem e do martelo para escalar uma montanha íngreme.
O jogo é acompanhado de comentários de voz por Bennett Foddy, discutindo diversos tópicos filosóficos. Os comentários também fornece citações relacionadas ao desapontamento e à perseverança quando um progresso significativo é perdido pelo jogador.
O jogo aumenta em dificuldade enquanto você progride pela montanha. Não há checkpoints. O jogador está em constante risco de perder algum ou todo o seu progresso caso caia. O jogo conclui quando o jogador atinge o ponto mais alto do mapa e se lançar no espaço. Ao chegar à conclusão, uma mensagem pergunta aos jogadores se eles estão gravando o jogo. Quando um jogador indica que não, o jogo fornece acesso a uma sala de chat preenchida por outros jogadores que completaram o jogo.

## Desenvolvimento

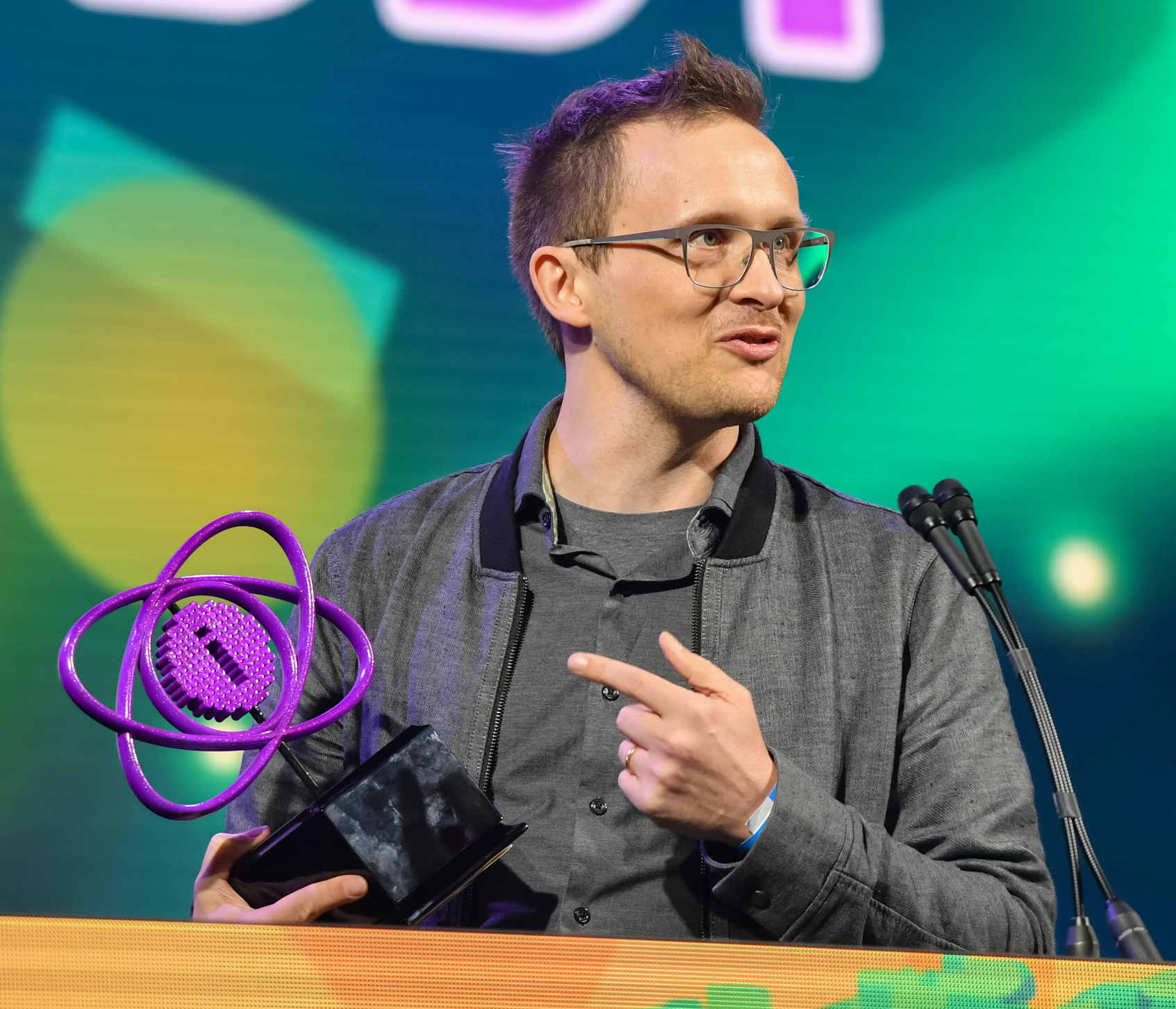
Bennett Foddy em 2018, recebendo o prêmio IGF Nuovo Award 2018.

Foddy tinha sido atraído por jogos difíceis quando era criança; vivendo na Austrália nos anos de 1980 e 1990, ele estava limitado ao que foi trazido para o país através das importações, com bastantes jogos que não possuíam nenhum tipo de mecanismo de salvamento, que assim, exigiam que os jogadores fossem enviados de volta ao início do jogo, se os seu personagem morreu, como Jet Set Willy. Na década de 1990, os desenvolvedores de videogames dos Estados Unidos e do Japão, começaram a adicionar meios para salvar ou ter pontos de checkpoints, de modo que os jogadores não teriam que voltar ao início da campanha. Foddy comentou: "O sabor de ser enviado de volta gradualmente desapareceu até agora, onde é essa coisa de boutique. As pessoas de certa idade ainda têm esse gosto, ou talvez todos tenham, mas foram escritas na ortodoxia do design".
Mais recentemente, Foddy viu um retorno de jogos mais difíceis, como por exemplo a série Dark Souls. Em agosto de 2017, Foddy observou que, embora houvesse protestamento dos jogadores sobre o mecanismo de save game em Hellblade: Senua's Sacrifice, que apagaria o arquivo de salvamento dos jogadores se eles morressem, outros jogadores levaram facilmente o desafio, mostrando interesse renovado em jogos que eram difíceis pelo design. Ele disse: "sempre que você vê algo que refuta uma ortodoxia de design fortemente preso, é extremamente emocionante porque abre novos caminhos para a exploração" e considerou Getting Over It como sua exploração deste novo espaço de desenvolvimento.
Getting Over It foi inspirado por um jogo similar chamado Sexy Hiking, lançado pelo designer de videogames checo Jazzuo em 2002.

## Recepção
Getting Over It foi elogiado pelos críticos, incluindo o escritor da PC Gamer, Austin Wood. A Rock, Paper, Shotgun listou-o como um dos melhores jogos de PC de 2017 e a GameSpot disse que poderia ter sido o "jogo mais estranho" para sair em 2017.

### Prêmios e indicações
| Ano  | Premiação                                     | Categoria                              | Resultado | Ref.          |
| ---- | --------------------------------------------- | -------------------------------------- | --------- | ------------- |
| 2018 | NAVGTR Awards                                 | Design de Controles, 2D ou 3D Limitado | Indicado  | [ 11 ] [ 12 ] |
| 2018 | NAVGTR Awards                                 | Jogo, Classe Especial                  | Indicado  | [ 11 ] [ 12 ] |
| 2018 | SXSW Gaming Awards                            | Jogo Viral do Ano                      | Indicado  | [ 13 ] [ 14 ] |
| 2018 | SXSW Gaming Awards                            | Jogo Mobile do Ano                     | Indicado  | [ 13 ] [ 14 ] |
| 2018 | Independent Games Festival Competition Awards | Seumas McNally Grand Prize             | Indicado  | [ 15 ] [ 16 ] |
| 2018 | Independent Games Festival Competition Awards | Excelência em Design                   | Indicado  | [ 15 ] [ 16 ] |
| 2018 | Independent Games Festival Competition Awards | Nuovo Award                            | Venceu    | [ 15 ] [ 16 ] |